# 鶴ケ舞
鶴ケ舞（つるがまい）は、埼玉県ふじみ野市の町名。現行行政地名は鶴ケ舞一丁目から鶴ケ舞三丁目。住居表示実施済み区域。郵便番号は356-0041。

## 世帯数と人口
2022年（令和4年）8月1日現在の世帯数と人口は以下の通りである。
| 町丁         | 世帯数    | 人口    |
| ------------ | --------- | ------- |
| 鶴ケ舞一丁目 | 738世帯   | 1,505人 |
| 鶴ケ舞二丁目 | 290世帯   | 486人   |
| 鶴ケ舞三丁目 | 161世帯   | 309人   |
| 計           | 1,189世帯 | 2,300人 |

## 小・中学校の学区
市立小・中学校に通う場合、学区（校区）は以下の通りとなる。
| 丁目           | 小学校                   | 中学校                   |
| -------------- | ------------------------ | ------------------------ |
| 一丁目         | ふじみ野市立亀久保小学校 | ふじみ野市立大井東中学校 |
| 二丁目、三丁目 | ふじみ野市立鶴ヶ丘小学校 | ふじみ野市立大井東中学校 |

## 交通

### 鉄道
町内に鉄道は敷設されていない。

### 道路
- 国道254号
- 埼玉県道56号さいたまふじみ野所沢線

## 施設
- 武蔵野銀行大井支店
- 鶴ケ舞公園